# Futbol Club Barcelona 1984-1985

## Rosa
| N. |                           | Ruolo | Calciatore           |
| -- | ------------------------- | ----- | -------------------- |
|    | Spagna (bandiera)         | P     | Urruti               |
|    | Spagna (bandiera)         | P     | Amador Lorenzo       |
|    | Spagna (bandiera)         | P     | Francisco Abellán    |
|    | Spagna (bandiera)         | D     | José Ramón Alexanko  |
|    | Spagna (bandiera)         | D     | Gerardo Miranda      |
|    | Spagna (bandiera)         | D     | Julio Alberto        |
|    | Spagna (bandiera)         | D     | Migueli              |
|    | Spagna (bandiera)         | D     | Manolo               |
|    | Spagna (bandiera)         | D     | Josep Moratalla      |
|    | Spagna (bandiera)         | D     | Antonio Padilla      |
|    | Spagna (bandiera)         | D     | José Aranda          |
|    | Spagna (bandiera)         | D     | Alejandro Bueno      |
|    | Spagna (bandiera)         | D     | Juan Carlos Carreras |
|    | Germania Ovest (bandiera) | C     | Bernd Schuster       |
|    | Spagna (bandiera)         | C     | Víctor               |
|    | Spagna (bandiera)         | C     | Ramón María Calderé  |
|    | Spagna (bandiera)         | C     | Tente Sánchez        |

| N. |                     | Ruolo | Calciatore              |
| -- | ------------------- | ----- | ----------------------- |
|    | Spagna (bandiera)   | C     | Perico Alonso           |
|    | Spagna (bandiera)   | C     | Urbano Ortega           |
|    | Svizzera (bandiera) | C     | Miguel Retuerto         |
|    | Spagna (bandiera)   | C     | Martín Dominguez        |
|    | Spagna (bandiera)   | C     | Cristóbal Sánchez       |
|    | Spagna (bandiera)   | C     | Jordi Durán             |
|    | Spagna (bandiera)   | C     | Luis Milla              |
|    | Scozia (bandiera)   | A     | Steve Archibald         |
|    | Spagna (bandiera)   | A     | Francisco José Carrasco |
|    | Spagna (bandiera)   | A     | Juan Carlos Pérez Rojo  |
|    | Spagna (bandiera)   | A     | Esteban Vigo            |
|    | Spagna (bandiera)   | A     | Marcos Alonso Peña      |
|    | Spagna (bandiera)   | A     | Paco Clos               |
|    | Spagna (bandiera)   | A     | Pichi Alonso            |
|    | Spagna (bandiera)   | A     | Manuel Lobo             |
|    | Spagna (bandiera)   | A     | Francisco López López   |

## Maglie e sponsor
Lo sponsor tecnico per la stagione 1984-1985 è Meyba.
| Casa | Trasferta | Portiere |

## Risultati

### Coppa delle Coppe
| Arbitro: | Keizer |

|                            |           |                                                        |
| Kurbos 44’ Rohr 87’ (rig.) | Marcatori | 12’ (aut.) Sonor 47’ Schuster 53’ Calderé 64’ Carrasco |

| Arbitro: | Bridges |

|              |           |                                         |
| Carrasco 33’ | Marcatori | 38’, 65’, 85’ Kurbos 39’ (aut.) Sánchez |